# Buster and Sunshine
Buster and Sunshine è un cortometraggio muto del 1914. Il nome del regista non viene riportato nei credit del film prodotto dalla Selig.

## Produzione
Il film fu prodotto dalla Selig Polyscope Company.

## Distribuzione
Distribuito dalla General Film Company, il film - un cortometraggio di 150 metri - uscì nelle sale cinematografiche statunitensi il 2 gennaio 1914. Nelle proiezioni, veniva programmato con il sistema dello split reel, accorpato in un'unica bobina con un altro cortometraggio prodotto dalla Selig, la commedia drammatica At Cross Purposes.